# 220 (песня)
«220» — второй сингл группы «Тату» (t.A.T.u.) с третьего студийного альбома «Весёлые улыбки». Впервые песня была выпущена как бонус-трек к макси-синглу «Белый плащик». Песня была записана на московской Bonum Studio и сведена на Sarm West Studios в Лондоне. Автором музыки и текста песни является Валерий Полиенко.

## Видео
Как сообщили в начале апреля 2008 года участницы группы, съёмки клипа уже состоялись, и он выйдет в конце месяца. По словам Волковой, «там просто будет красивое видео 30-40-х годов, без всего. Потому что устраивать каждый раз то расстрел, то насилие, то ещё что-то тоже немножко тяжеловато». Клип был снят за один день 2 марта в декорациях в студийном павильоне в посёлке Санта Кларита в 50 км от Лос-Анджелеса. Ранее участницы в течение трёх дней интенсивно репетировали хореографию, для постановки которой был приглашён хореограф Shotyme.
25 апреля на «Русском радио» в утреннем шоу «Русские перцы» состоялась премьера сингла. Юля и Лена пришли в гости и лично представили новую песню. Как заявила Волкова, эта песня «про 220, а что подразумевается под этим словом, думаю, все прекрасно понимают, объяснять не надо». «220» находилась в эксклюзивной ротации «Русского радио» восемь дней.
В ночь с 4 на 5 июня видео вышло на Youtube-Россия. Как заявил 2 июня сайт группы, МУЗ-ТВ и MTV-Россия отказались показывать видео «220», но планируются премьеры на телеканалах MTV (Украина), VIVA Polska и MTV Polska (Польша), MAD TV (Греция), MAD TV (Болгария), а также на некоторых российских музыкальных каналах. Однако в июле премьера на MTV-Россия всё-таки состоялась.
Клип представляет собой выступление участниц группы. Волкова и Катина сопровождают своё выступление танцем. Музыканты группы также приняли участие в съёмках клипа.
10 июня клип оказался на первом месте страницы video.google.com, а это означает, что в какой-то момент видео стало самым популярным в мире. 18 июня клип занял 5-е место в латиноамериканском чарте Wop videos «TOP 20 Video». 17 июля клип занял первое место польского чарта MTV MAXXX HITS, достиг 7-й позиции чарта главного музыкального телеканала Болгарии. В конце июля — начале августа видео находится в ротации Viva и MTV Польша, MTV Балтия, MAD TV Болгария. 4 августа попадает на 3 место в чарте европейского The World Chart Express на телеканале MTV Europe. 1 января 2009 года видео было признано клипом 2008 года на MTV Россия. На видеосервисе YouTube количество просмотров ролика превысило 2 000 000.